# 大川谷郵便局
大川谷郵便局（おおかわたにゆうびんきょく）は新潟県村上市にある郵便局。
郵便区番号「959-36」「959-39」の配達を受け持つ。

## 概要
住所：〒959-3999 新潟県村上市府屋250

## 郵便区内の無集配郵便局
- 勝木郵便局：〒959-3942　新潟県村上市勝木720-2
- 黒川俣郵便局：〒959-3927　新潟県村上市北中222-13
- 日本国麓郵便局：〒959-3914　新潟県村上市小俣216-10
- 脇川郵便局：〒959-3653　新潟県村上市寒川37

## 沿革
- 1872年（明治5年）旧9月 - 府屋村郵便取扱所として開局[2]。
- 1873年（明治6年）5月1日 - 廃止[2]。
- 1880年（明治13年）9月1日 - 五等郵便局の府屋郵便局として開局[2]。
- 1885年（明治18年）10月1日 - 貯金預所開設[3]。
- 1886年（明治19年）4月26日 - 三等郵便局となる[4]。
- 1890年（明治23年）
  - 4月1日 - 大川谷郵便局に改称[5]。
  - 12月16日 - 郵便為替事務開始、但し小為替振出事務は取り扱わず[6]。
- 1892年（明治25年）7月1日 - 小為替振出事務開始[7]。
- 1896年（明治29年）7月1日 - 小包郵便取扱開始[8]。
- 1899年（明治32年）4月1日 - 電信為替事務開始[9]。
- 1924年（大正13年）7月31日 - 羽越線村上駅 - 鼠ケ関駅間開通に伴い鉄道郵便線路開通、その受渡局となる[10]。
- 1931年（昭和6年）1月1日 - 電話通話事務開始[11]。
- 1937年（昭和12年）
  - 5月11日 - 電話事務開始[12]。
  - 12月26日 - 電話交換業務開始[13]。
- 1941年（昭和16年）9月6日 - 郵便区内に中俣郵便局（三等、無集配）開局、電話事務を取り扱う[14]。
- 1960年（昭和35年）12月 - 局舎移転新築[15]。
- 1966年（昭和41年）10月1日 - 郵便区内に中継簡易郵便局開局[16]。
- 1976年（昭和51年）1月21日 - 電話交換及び和文電報配達業務廃止、山北電報電話局に移管[17]。
- 1978年（昭和53年）6月28日 - 中俣郵便局にて電話交換業務廃止、山北電報電話局に移管[18]。
- 1984年（昭和59年）
  - 1月23日 - 現庁舎使用開始[19]
  - 2月1日 - 鉄道郵便受渡廃止[20]。
  - 3月26日 - 勝木郵便局の集配業務廃止に伴い、その業務を継承[21]。
- 1986年（昭和61年）7月5日 - 風景入通信日附印使用開始[22]。
- 1991年（平成3年）10月7日 - 黒川俣郵便局の集配業務廃止に伴い、その業務を継承[23]。
- 1999年（平成11年）12月20日 - 中俣郵便局が岩船郡山北町小俣420から同郡同町小俣216-10に移転の上日本国麓郵便局に改称[24]。
- 2000年（平成12年）3月1日 - 中継簡易郵便局が一時閉鎖[25]。
- 2002年（平成14年）3月31日 - 中継簡易郵便局廃止、大川谷郵便局が事務継承[26]。

## 周辺
- 第四北越銀行山北支店
- 村上市役所山北支所